# 拉波拉诺泰尔梅
拉波拉诺泰尔梅（義大利語：Rapolano Terme），是意大利锡耶纳省的一个市镇。总面积83平方公里，人口5248人，人口密度63.2人/平方公里（2009年）。ISTAT代码为052026。